# Palpita gracilalis
Palpita gracilalis là một loài bướm đêm trong họ Crambidae.